# Web of Night
«Web of Night» — сингл японского вокалиста T.M.Revolution и одна из двух эксклюзивных песен для японского релиза саундтрека к супергеройскому фильму «Человек-паук 2» (2004). На территории Японии песня вышла под лейблом Sony Music 28 июля 2004 года.

## Обзор
В этот сингл вошли как английская, так и японская версии песни, а также трек «Tears Macerate Reason» с оркестровым звучанием. Хотя «Web of Night» не распространялась на рынке США, T.M.Revolution исполнил её в Балтиморе, на фестивале популярной японской культуры OTAKON2003, и в Анахайме, на выставке Pacific Media Expo в 2004 году.

## Трек-лист
1. "Web of Night"
2. "Tears Macerate Reason" (посвящается «Человеку-пауку 2»)
3. "Web of Night" (английская версия)